# Mullet Madjack
Mullet MadJack é um jogo de tiro em primeira pessoa e Roguelike, desenvolvido pela Hammer95 Studios e publicado pela Epopeia Games. Foi lançado em 15 de maio de 2024 para Microsoft Windows. Foi lançado para Xbox One e Xbox Series X/S em 13 de março de 2025. Foi lançado no serviço de assinatura Xbox Game Pass.

## Jogabilidade
Os jogadores assumem o papel de um "Moderador", Jack Banhammer, que tem 10 segundos para navegar em cada andar, com tempo extra concedido ao matar inimigos, consumir latas de refrigerante de máquinas de venda automática destruídas e executar movimentos finais em inimigos com vários itens encontrados no ambiente. Após a morte, Jack reinicia do último ponto de verificação com todas as atualizações reiniciadas. Os jogadores podem adquirir atualizações e armas entre os andares. As armas obtidas incluem um revólver, espingarda, rifle, submetralhadora, canhão elétrico, rifle de plasma e katanas elementais.
O jogo apresenta vários modos de jogo, incluindo uma campanha, um modo de sobrevivência e um modo boss rush. O modo boss rush apresenta um crossover com Ultrakill.

## Enredo
O jogo se passa no ano de 2095, onde "Robilionários" dominaram o mundo, e os humanos são viciados em dopamina. Jack Banhammer, um "moderador" contratado pela Peace Corp, parte para resgatar o "Influenciador" de um arranha-céu cheio de Robilionários assassinos em troca de um novo par de sapatos.

## Desenvolvimento
A desenvolvedora Hammer95 Studios está sediado no Rio Grande do Sul, Brasil.

## Recepção
O jogo recebeu críticas positivas em Metacritic.  Zack Zwiezen do Kotaku disse: "É ainda melhor que o jogo seja um dos melhores de 2024, graças à sua sólida construção de mundo, visuais incríveis e ação incrivelmente rápida."  Nick Cramer, do IGN, disse: "É um dos jogos FPS de viagem de poder mais 'legais de fazer' que já joguei desde Superhot."  Zoey Handley do Destructoid chamou-o de "meu jogo favorito lançado este ano".

## Ligações Externas
- Sítio oficial